# Villa Unión (La Rioja)
Villa Unión è una città dell'Argentina, appartenente alla provincia di La Rioja, situata nel nord della provincia.